# گروه ارتش اعزامی جنوب
گروه ارتش اعزامی جنوب (انگلیسی: Southern Expeditionary Army Group) یک ارتش عمومی نیروی زمینی امپراتوری ژاپن در طول جنگ جهانی دوم بود. این گروه مسئولیت تمامی عملیات‌های جبهه جنوب شرقی آسیای جنگ جهانی دوم و فرماندهی منطقه جنوب غربی اقیانوس آرام در جنگ جهانی دوم را بر عهده داشت.
گروه ارتش اعزامی جنوبی در ۶ نوامبر ۱۹۴۱ به فرماندهی کنت هیساایچی ترائوچی با دستور حمله و اشغال سرزمین‌ها و مستعمرات متفقین جنگ جهانی دوم در جنوب شرق آسیا و اقیانوس آرام جنوبی تشکیل شد.